# Ökölvívás a 2012. évi nyári olimpiai játékokon
A 2012. évi nyári olimpiai játékokon az ökölvívásban összesen 13 versenyszámot rendeztek. A mérkőzéseket július 28. és augusztus 12. között tartották. Először rendeztek női ökölvívó-versenyeket a nyári olimpia történetében, illetve az előző olimpiához képest a férfi súlycsoportok száma eggyel csökkent: kikerült a programból a pehelysúly.
Három magyar versenyző szerzett kvótát. Káté Gyula váltósúlyban, Varga Miklós könnyűsúlyban, Harcsa Zoltán pedig középsúlyban indult.
A legtechnikásabb ökölvívónak járó Val Barker-díjat a kazak Szerik Szapijev kapta.

## Eseménynaptár
| S                                         | Selejtezők | N | Nyolcaddöntők | ¼ | Negyeddöntők | ½ | Elődöntők | D | Döntő |
| De. = Délelőtt, Du. = Délután, Es. = Este |            |   |               |   |              |   |           |   |       |

| Nap →                 | 28  | 28  | 29  | 29  | 30  | 30  | 31  | 31  | 1   | 1   | 2   | 2   | 3   | 3   | 4   | 4   | 5   | 5   | 6   | 6   | 7   | 7   | 8   | 8   | 9   | 9   | 10  | 10  | 11  | 12  |
| Versenyszám ↓         | Du. | Es. | Du. | Es. | Du. | Es. | Du. | Es. | Du. | Es. | Du. | Es. | Du. | Es. | Du. | Es. | Du. | Es. | Du. | Es. | Du. | Es. | Du. | Es. | Du. | Es. | Du. | Es. | Es. | Du. |
| --------------------- | --- | --- | --- | --- | --- | --- | --- | --- | --- | --- | --- | --- | --- | --- | --- | --- | --- | --- | --- | --- | --- | --- | --- | --- | --- | --- | --- | --- | --- | --- |
| Férfi papírsúly       |     |     |     |     |     |     | S   | S   |     |     |     |     |     |     | N   | N   |     |     |     |     |     |     |     | ¼   |     |     | ½   |     | D   |     |
| Férfi légsúly         |     |     |     |     | S   | S   |     |     |     |     |     |     | N   | N   |     |     |     |     |     |     |     | ¼   |     |     |     |     |     | ½   |     | D   |
| Férfi harmatsúly      | S   | S   |     |     |     |     |     |     | N   | N   |     |     |     |     |     |     |     | ¼   |     |     |     |     |     |     |     |     | ½   |     | D   |     |
| Férfi könnyűsúly      |     |     | S   | S   |     |     |     |     |     |     | N   | N   |     |     |     |     |     |     |     | ¼   |     |     |     |     |     |     |     | ½   |     | D   |
| Férfi kisváltósúly    |     |     |     |     |     |     | S   | S   |     |     |     |     |     |     | N   | N   |     |     |     |     |     |     |     | ¼   |     |     | ½   |     | D   |     |
| Férfi váltósúly       |     |     | S   | S   |     |     |     |     |     |     |     |     | N   | N   |     |     |     |     |     |     |     | ¼   |     |     |     |     |     | ½   |     | D   |
| Férfi középsúly       | S   | S   |     |     |     |     |     |     |     |     | N   | N   |     |     |     |     |     |     |     | ¼   |     |     |     |     |     |     | ½   |     | D   |     |
| Férfi félnehézsúly    |     |     |     |     | S   | S   |     |     |     |     |     |     |     |     | N   | N   |     |     |     |     |     |     |     | ¼   |     |     |     | ½   |     | D   |
| Férfi nehézsúly       |     |     |     |     |     |     |     |     | N   | N   |     |     |     |     |     |     |     | ¼   |     |     |     |     |     |     |     |     | ½   |     | D   |     |
| Férfi szupernehézsúly |     |     |     |     |     |     |     |     | N   | N   |     |     |     |     |     |     |     |     |     | ¼   |     |     |     |     |     |     |     | ½   |     | D   |
| Női légsúly           |     |     |     |     |     |     |     |     |     |     |     |     |     |     |     |     | N   |     | ¼   |     |     |     | ½   |     | D   |     |     |     |     |     |
| Női könnyűsúly        |     |     |     |     |     |     |     |     |     |     |     |     |     |     |     |     | N   |     | ¼   |     |     |     | ½   |     | D   |     |     |     |     |     |
| Női középsúly         |     |     |     |     |     |     |     |     |     |     |     |     |     |     |     |     | N   |     | ¼   |     |     |     | ½   |     | D   |     |     |     |     |     |

## Összesített éremtáblázat
(A táblázatokban a rendező nemzet sportolói eltérő háttérszínnel, az egyes számoszlopok legmagasabb értéke vagy értékei vastagítással kiemelve.)
| A 2012. évi nyári olimpiai játékok éremtáblázata ökölvívásban | A 2012. évi nyári olimpiai játékok éremtáblázata ökölvívásban | A 2012. évi nyári olimpiai játékok éremtáblázata ökölvívásban | A 2012. évi nyári olimpiai játékok éremtáblázata ökölvívásban | A 2012. évi nyári olimpiai játékok éremtáblázata ökölvívásban | Olimpia  |
| ------------------------------------------------------------- | ------------------------------------------------------------- | ------------------------------------------------------------- | ------------------------------------------------------------- | ------------------------------------------------------------- | -------- |
|                                                               | Ország                                                        | Arany                                                         | Ezüst                                                         | Bronz                                                         | Összesen |
| 1.                                                            | Nagy-Britannia (GBR)                                          | 3                                                             | 1                                                             | 1                                                             | 5        |
| 2.                                                            | Ukrajna (UKR)                                                 | 2                                                             | 1                                                             | 2                                                             | 5        |
| 3.                                                            | Kuba (CUB)                                                    | 2                                                             | 0                                                             | 2                                                             | 4        |
| 4.                                                            | Oroszország (RUS)                                             | 1                                                             | 2                                                             | 3                                                             | 6        |
| 5.                                                            | Írország (IRL)                                                | 1                                                             | 1                                                             | 2                                                             | 4        |
| 5.                                                            | Kazahsztán (KAZ)                                              | 1                                                             | 1                                                             | 2                                                             | 4        |
| 7.                                                            | Kína (CHN)                                                    | 1                                                             | 1                                                             | 1                                                             | 3        |
| 8.                                                            | Japán (JPN)                                                   | 1                                                             | 0                                                             | 1                                                             | 2        |
| 8.                                                            | Egyesült Államok (USA)                                        | 1                                                             | 0                                                             | 1                                                             | 2        |
|                                                               |                                                               |                                                               |                                                               |                                                               |          |
| 10.                                                           | Olaszország (ITA)                                             | 0                                                             | 2                                                             | 1                                                             | 3        |
| 11.                                                           | Brazília (BRA)                                                | 0                                                             | 1                                                             | 2                                                             | 3        |
| 12.                                                           | Mongólia (MGL)                                                | 0                                                             | 1                                                             | 1                                                             | 2        |
| 13.                                                           | Dél-Korea (KOR)                                               | 0                                                             | 1                                                             | 0                                                             | 1        |
| 13.                                                           | Thaiföld (THA)                                                | 0                                                             | 1                                                             | 0                                                             | 1        |
|                                                               |                                                               |                                                               |                                                               |                                                               |          |
| 15.                                                           | Azerbajdzsán (AZE)                                            | 0                                                             | 0                                                             | 2                                                             | 2        |
| 16.                                                           | Bulgária (BUL)                                                | 0                                                             | 0                                                             | 1                                                             | 1        |
| 16.                                                           | India (IND)                                                   | 0                                                             | 0                                                             | 1                                                             | 1        |
| 16.                                                           | Litvánia (LTU)                                                | 0                                                             | 0                                                             | 1                                                             | 1        |
| 16.                                                           | Tádzsikisztán (TJK)                                           | 0                                                             | 0                                                             | 1                                                             | 1        |
| 16.                                                           | Üzbegisztán (UZB)                                             | 0                                                             | 0                                                             | 1                                                             | 1        |
|                                                               |                                                               |                                                               |                                                               |                                                               |          |
| Összesen                                                      | Összesen                                                      | 13                                                            | 13                                                            | 26                                                            | 52       |

## Férfi

### Éremtáblázat
| A 2012. évi nyári olimpiai játékok éremtáblázata férfi ökölvívásban | A 2012. évi nyári olimpiai játékok éremtáblázata férfi ökölvívásban | A 2012. évi nyári olimpiai játékok éremtáblázata férfi ökölvívásban | A 2012. évi nyári olimpiai játékok éremtáblázata férfi ökölvívásban | A 2012. évi nyári olimpiai játékok éremtáblázata férfi ökölvívásban | Olimpia  |
| ------------------------------------------------------------------- | ------------------------------------------------------------------- | ------------------------------------------------------------------- | ------------------------------------------------------------------- | ------------------------------------------------------------------- | -------- |
|                                                                     | Ország                                                              | Arany                                                               | Ezüst                                                               | Bronz                                                               | Összesen |
| 1.                                                                  | Ukrajna (UKR)                                                       | 2                                                                   | 1                                                                   | 2                                                                   | 5        |
| 2.                                                                  | Nagy-Britannia (GBR)                                                | 2                                                                   | 1                                                                   | 1                                                                   | 4        |
| 3.                                                                  | Kuba (CUB)                                                          | 2                                                                   | 0                                                                   | 2                                                                   | 4        |
| 4.                                                                  | Kazahsztán (KAZ)                                                    | 1                                                                   | 1                                                                   | 1                                                                   | 3        |
| 5.                                                                  | Oroszország (RUS)                                                   | 1                                                                   | 0                                                                   | 3                                                                   | 4        |
| 6.                                                                  | Japán (JPN)                                                         | 1                                                                   | 0                                                                   | 1                                                                   | 2        |
| 7.                                                                  | Kína (CHN)                                                          | 1                                                                   | 0                                                                   | 0                                                                   | 1        |
|                                                                     |                                                                     |                                                                     |                                                                     |                                                                     |          |
| 8.                                                                  | Olaszország (ITA)                                                   | 0                                                                   | 2                                                                   | 1                                                                   | 3        |
| 9.                                                                  | Írország (IRL)                                                      | 0                                                                   | 1                                                                   | 2                                                                   | 3        |
| 10.                                                                 | Brazília (BRA)                                                      | 0                                                                   | 1                                                                   | 1                                                                   | 2        |
| 10.                                                                 | Mongólia (MGL)                                                      | 0                                                                   | 1                                                                   | 1                                                                   | 2        |
| 12.                                                                 | Dél-Korea (KOR)                                                     | 0                                                                   | 1                                                                   | 0                                                                   | 1        |
| 12.                                                                 | Thaiföld (THA)                                                      | 0                                                                   | 1                                                                   | 0                                                                   | 1        |
|                                                                     |                                                                     |                                                                     |                                                                     |                                                                     |          |
| 14.                                                                 | Azerbajdzsán (AZE)                                                  | 0                                                                   | 0                                                                   | 2                                                                   | 2        |
| 15.                                                                 | Bulgária (BUL)                                                      | 0                                                                   | 0                                                                   | 1                                                                   | 1        |
| 15.                                                                 | Litvánia (LTU)                                                      | 0                                                                   | 0                                                                   | 1                                                                   | 1        |
| 15.                                                                 | Üzbegisztán (UZB)                                                   | 0                                                                   | 0                                                                   | 1                                                                   | 1        |
|                                                                     |                                                                     |                                                                     |                                                                     |                                                                     |          |
| Összesen                                                            | Összesen                                                            | 10                                                                  | 10                                                                  | 20                                                                  | 40       |

### Érmesek
| A 2012. évi nyári olimpiai játékok érmesei férfi ökölvívásban |                                        |                                           |                                            |
| Versenyszám                                                   | Arany                                  | Ezüst                                     | Bronz                                      |
| Papírsúly                                                     | Cou Si-ming (Zou Shiming) · Kína (CHN) | Kaeo Pongprayoon · Thaiföld (THA)         | Paddy Barnes · Írország (IRL)              |
| Papírsúly                                                     | Cou Si-ming (Zou Shiming) · Kína (CHN) | Kaeo Pongprayoon · Thaiföld (THA)         | David Ajrapetyan · Oroszország (RUS)       |
| Légsúly                                                       | Robeisy Ramírez · Kuba (CUB)           | Njambajarin Tögszcogt · Mongólia (MGL)    | Mihail Alojan · Oroszország (RUS)          |
| Légsúly                                                       | Robeisy Ramírez · Kuba (CUB)           | Njambajarin Tögszcogt · Mongólia (MGL)    | Michael Conlan · Írország (IRL)            |
| Harmatsúly                                                    | Luke Campbell · Nagy-Britannia (GBR)   | John Joe Nevin · Írország (IRL)           | Lázaro Álvarez · Kuba (CUB)                |
| Harmatsúly                                                    | Luke Campbell · Nagy-Britannia (GBR)   | John Joe Nevin · Írország (IRL)           | Simizu Szatosi · Japán (JPN)               |
| Könnyűsúly                                                    | Vaszil Lomacsenko · Ukrajna (UKR)      | Han Szuncshol · Dél-Korea (KOR)           | Yasnier Toledo · Kuba (CUB)                |
| Könnyűsúly                                                    | Vaszil Lomacsenko · Ukrajna (UKR)      | Han Szuncshol · Dél-Korea (KOR)           | Evaldas Petrauskas · Litvánia (LTU)        |
| Kisváltósúly                                                  | Roniel Iglesias · Kuba (CUB)           | Denisz Berincsik · Ukrajna (UKR)          | Vincenzo Mangiacapre · Olaszország (ITA)   |
| Kisváltósúly                                                  | Roniel Iglesias · Kuba (CUB)           | Denisz Berincsik · Ukrajna (UKR)          | Urancsimegín Mönh-Erdene · Mongólia (MGL)  |
| Váltósúly                                                     | Szerik Szapijev · Kazahsztán (KAZ)     | Fred Evans · Nagy-Britannia (GBR)         | Tarasz Selesztyuk · Ukrajna (UKR)          |
| Váltósúly                                                     | Szerik Szapijev · Kazahsztán (KAZ)     | Fred Evans · Nagy-Britannia (GBR)         | Andrej Zamkovoj · Oroszország (RUS)        |
| Középsúly                                                     | Murata Rjóta · Japán (JPN)             | Esquiva Florentino · Brazília (BRA)       | Anthony Ogogo · Nagy-Britannia (GBR)       |
| Középsúly                                                     | Murata Rjóta · Japán (JPN)             | Esquiva Florentino · Brazília (BRA)       | Abbos Atoyev · Üzbegisztán (UZB)           |
| Félnehézsúly                                                  | Jegor Mehoncev · Oroszország (RUS)     | Agyilbek Nyijazimbetov · Kazahsztán (KAZ) | Yamaguchi Florentino · Brazília (BRA)      |
| Félnehézsúly                                                  | Jegor Mehoncev · Oroszország (RUS)     | Agyilbek Nyijazimbetov · Kazahsztán (KAZ) | Olekszandr Hvozdik · Ukrajna (UKR)         |
| Nehézsúly                                                     | Olekszandr Uszik · Ukrajna (UKR)       | Clemente Russo · Olaszország (ITA)        | Tervel Pulev · Bulgária (BUL)              |
| Nehézsúly                                                     | Olekszandr Uszik · Ukrajna (UKR)       | Clemente Russo · Olaszország (ITA)        | Teymur Məmmədov · Azerbajdzsán (AZE)       |
| Szupernehézsúly                                               | Anthony Joshua · Nagy-Britannia (GBR)  | Roberto Cammarelle · Olaszország (ITA)    | Məhəmmədrəsul Məcidov · Azerbajdzsán (AZE) |
| Szupernehézsúly                                               | Anthony Joshua · Nagy-Britannia (GBR)  | Roberto Cammarelle · Olaszország (ITA)    | Ivan Dicsko · Kazahsztán (KAZ)             |

## Női

### Éremtáblázat
| A 2012. évi nyári olimpiai játékok éremtáblázata női ökölvívásban | A 2012. évi nyári olimpiai játékok éremtáblázata női ökölvívásban | A 2012. évi nyári olimpiai játékok éremtáblázata női ökölvívásban | A 2012. évi nyári olimpiai játékok éremtáblázata női ökölvívásban | A 2012. évi nyári olimpiai játékok éremtáblázata női ökölvívásban | Olimpia  |
| ----------------------------------------------------------------- | ----------------------------------------------------------------- | ----------------------------------------------------------------- | ----------------------------------------------------------------- | ----------------------------------------------------------------- | -------- |
|                                                                   | Ország                                                            | Arany                                                             | Ezüst                                                             | Bronz                                                             | Összesen |
| 1.                                                                | Egyesült Államok (USA)                                            | 1                                                                 | 0                                                                 | 1                                                                 | 2        |
| 2.                                                                | Írország (IRL)                                                    | 1                                                                 | 0                                                                 | 0                                                                 | 1        |
| 2.                                                                | Nagy-Britannia (GBR)                                              | 1                                                                 | 0                                                                 | 0                                                                 | 1        |
|                                                                   |                                                                   |                                                                   |                                                                   |                                                                   |          |
| 4.                                                                | Oroszország (RUS)                                                 | 0                                                                 | 2                                                                 | 0                                                                 | 2        |
| 5.                                                                | Kína (CHN)                                                        | 0                                                                 | 1                                                                 | 1                                                                 | 2        |
|                                                                   |                                                                   |                                                                   |                                                                   |                                                                   |          |
| 6.                                                                | Brazília (BRA)                                                    | 0                                                                 | 0                                                                 | 1                                                                 | 1        |
| 6.                                                                | India (IND)                                                       | 0                                                                 | 0                                                                 | 1                                                                 | 1        |
| 6.                                                                | Kazahsztán (KAZ)                                                  | 0                                                                 | 0                                                                 | 1                                                                 | 1        |
| 6.                                                                | Tádzsikisztán (TJK)                                               | 0                                                                 | 0                                                                 | 1                                                                 | 1        |
|                                                                   |                                                                   |                                                                   |                                                                   |                                                                   |          |
| Összesen                                                          | Összesen                                                          | 3                                                                 | 3                                                                 | 6                                                                 | 12       |

### Érmesek
| A 2012. évi nyári olimpiai játékok érmesei női ökölvívásban |                                           |                                         |                                         |
| Versenyszám                                                 | Arany                                     | Ezüst                                   | Bronz                                   |
| Légsúly                                                     | Nicola Adams · Nagy-Britannia (GBR)       | Zsen Can-can (Ren Cancan) · Kína (CHN)  | Marlen Esparza · Egyesült Államok (USA) |
| Légsúly                                                     | Nicola Adams · Nagy-Britannia (GBR)       | Zsen Can-can (Ren Cancan) · Kína (CHN)  | Meri Kom · India (IND)                  |
| Könnyűsúly                                                  | Katie Taylor · Írország (IRL)             | Szofja Ocsigava · Oroszország (RUS)     | Mavzuna Csorijeva · Tádzsikisztán (TJK) |
| Könnyűsúly                                                  | Katie Taylor · Írország (IRL)             | Szofja Ocsigava · Oroszország (RUS)     | Adriana Araújo · Brazília (BRA)         |
| Középsúly                                                   | Claressa Shields · Egyesült Államok (USA) | Nagyezsda Torlopova · Oroszország (RUS) | Marina Volnova · Kazahsztán (KAZ)       |
| Középsúly                                                   | Claressa Shields · Egyesült Államok (USA) | Nagyezsda Torlopova · Oroszország (RUS) | Li Csin-ce (Li Jinzi) · Kína (CHN)      |